# Ним-Лі-Пуніт
Ним-Лі-Пуніт (ісп. Nim Li Punit) — руїни міста цивілізації мая в окрузі Толедо (Беліз). Назва з мови мая-кекчі перекладається як «Великий капелюх» (за зображення з одній зі стел).

## Історія
Стародавня назва достеменно невідома. Було засновано в ранньокласичний період (десь в середині IV століття). Тоді ж навколо нього утворилося царство Вакаам (тому низка вчених вважає, що Ним-Лі-Пуніт також називався Вакаамом). Родючі ґрунти, наявність значних лісів (отримували деревину та тварин, зокрема цінних птахів, ягуарів) та близьких джерел питної води сприяли піднесенню держави.
Наприкінці IV ст. місто підпало під вплив Теотіуакана. В V ст. потрапило під вплив Мутульського царства, проте доволі швидко перейшло на бік Канульського царства.
З VII ст. підтримувало династичні стосунки з царством К'анту. Значного піднесення досягло в часи панування ахава Ханаахб-О'хль-К'ініча, що збігається з часом гегемонії Канульського царства. Водночас тут став помітним культурним вплив Шукуупського царства. Володарі Вакаама починаючи з К'ініч-К'ук’а навіть стали носили головний убір на кшталт тюрбана як в ахавів Шукуупа.
Незважаючи на поразку Кануля у 690-х роках царство і місто Вакаам не постраждали. Між 721 та 741 роками за володарювання Чуваах-Ішііма спостерігалося нове піднесення, що відобразилося у значному спорудженні монументів. Того часу населення міста становило близько 5-7 тисяч осіб. У 790 році за ахава Мо’-Чувааха почалося нове відродження держави.
Занепад міста збігся з колапсом класичного періоду. Припинило своє існування близько 830 року.

## Опис
Знаходиться у передгір'ях, на території округу Толедо, в 15 км на північний схід від Лубаантун і приблизно в 40 км від міста Пунта-Горда, адміністративного центру округу. За свою архітектурою будови Ним-Лі-Пуніта схожі на споруди Лубаантуна.
Ритуально-адміністративний центр знаходиться у північній частині пам'ятники. Основу складає велика площа, ступінчаста піраміда заввишки 12,2 м та царський палац. Неподалік розташовано ще 2 площі та декілька ступінчастих пірамід і майданчик для гри у м'яч (між північною та південною частинами городища).
У південній частині виявлено храм-піраміду у стилі «Е-групи», яка була зведена у ранній період існування міста. Окрім культового призначення застосовувалася для астрономічних спостережень.
У ході дослідження стародавньої будови «Споруди 7», що вважається царським палацом, виявлено ранню гробницю, датовану близько 400 роком. Усередині поховання були знайдені численні керамічні посудини, деякі речі мають походження не з області мая, а з міста Теотіуакан. У 2015 році виявлено гробницю часів колапсу класичного періоду, де знайдено численні артефакти, серед яких особливо вирізняється жадеїтова підвіска, яка є другим за розміром різьбленим виробом з жадеїту, коли-небудь знайденим у Белізі, на думку деяких вчених — навіть у всій області мая. Такі підвіски вакамські ахави носили на грудях під час ритуальних кровопускань.
У городищі виявлено декілька десятків стел і їх фрагментів, але лише на деяких пам'ятниках містяться ієрогліфічні написи. Особливий інтерес являють стели 1 і 15.

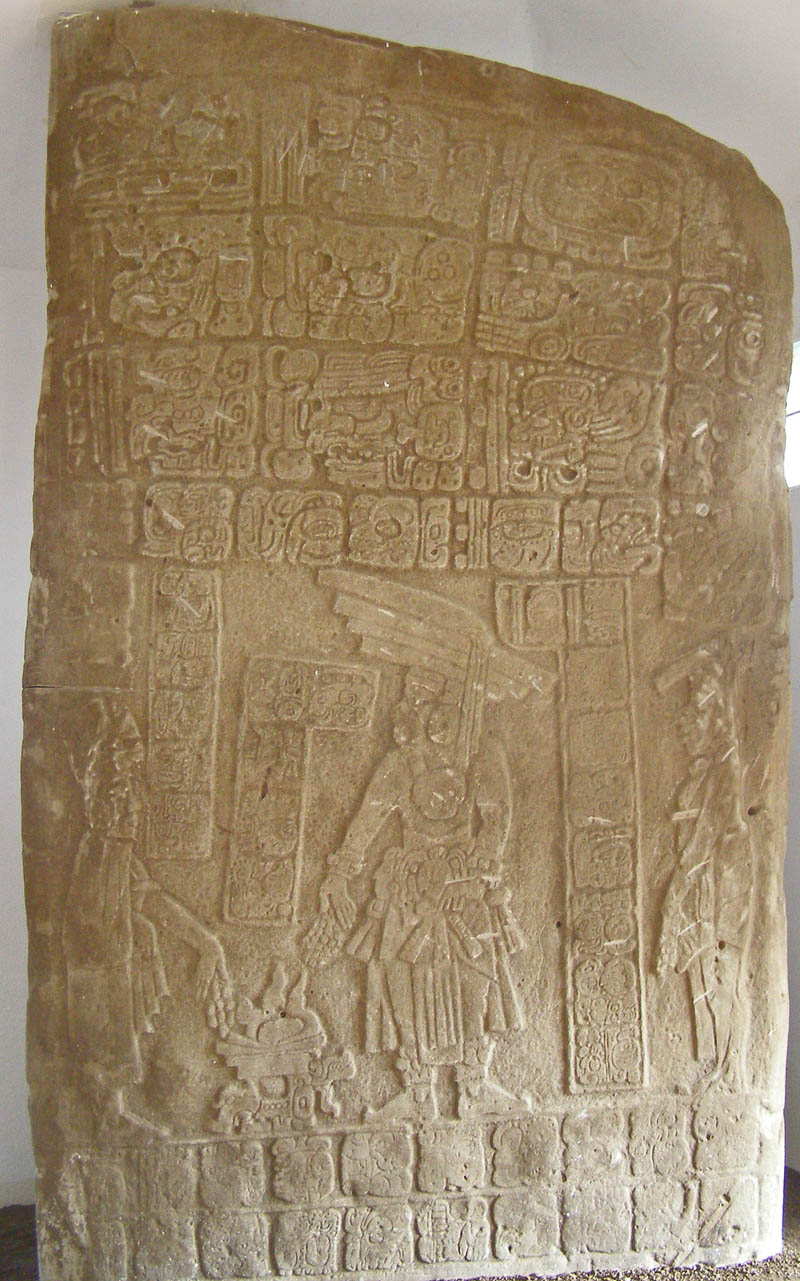
Стела «Великий капелюх»
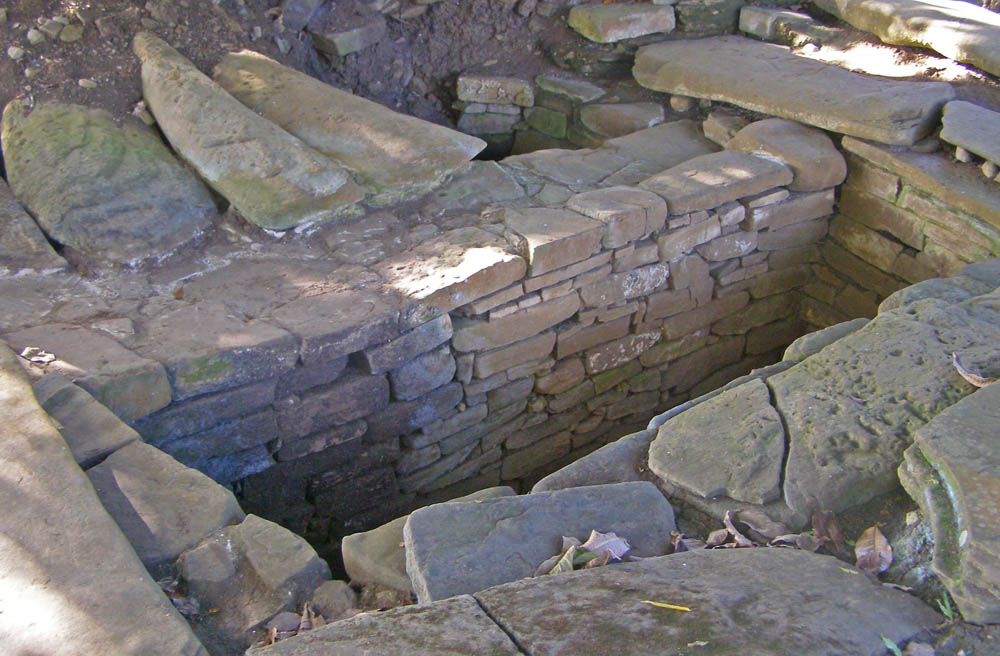
Поховання

## Історія досліджень
Руїни було відкрито в березні 1976 року Норманом Ґаммондом з Кембриджського університету (Велика Британія). Дослідник Д. Паласіо надав їм назву Ним-Лі-Пуніт за виявлено зображення володаря у головному убору чудернацької форми, звідси «Великий капелюх». Надалі розкопки проводила Барбара МакЛеод з Техаського університету (США). У 1983 році після тривалих досліджень розробив мапу пам'ятки Річард Левенталь.
У 1990-х роках Джон Морріс та Хуан Луїс Бонер з департаменту археології Белізу проводили розкопки. Більш значні археологічні дослідження здійснені фахівцями Каліфорнійського університету (США) на чолі із Д. Брасвеллом у 2015 році.